# Johs Hedemann
Johs Hedemann, född 1917, död 2011, var en norsk journalist och motståndsman.
Johs (Johannes) Hedemann arbetade vid krigsutbrottet på Bergens Arbeiderblad. Han reste till Stockholm under striderna i Norge, men repatrierades vid stridernas upphörande. Under kriget bodde han hemma hos sin far Rudolf Hedemann och deltog liksom denne i motståndsarbetet inom Milorg på Hedmarken. 1944 måste han och brodern Knut Hedemann fly till Sverige, där äldste brodern Reidar Hedemann befann sig sedan 1941. Johs anslöt sig till Polistrupperna och deltog vid inmarschen i Nord-Norge som informationsofficer.
Efter kriget deltog han i den norska ockupationen av Tyskland i den norska Tysklandsbrigaden, också här som informationsofficer. 
Hemkommen från Tyskland arbetade han vid Arbeidernes pressekontor, som han lämnade 1949.
Senare arbetade han bland annat på det norska försvarsdepartementet som informationssekreterare. Han var också med om att grunda den norska  PR-klubben  och satt i Kontaktutvalget mellom dagspressen og staten.